# Grote Veld
Het Grote Veld is een natuurgebied van 418 hectare tussen Vorden, Almen en Lochem.
Eeuwenlang was het een groot heideveld waar je kilometers ver kon kijken. Rond 1920 is het bebost, met name naaldbos is toentertijd aangeplant.
Geleidelijk aan is de eigenaar Natuurmonumenten bezig om het om te vormen naar een gevarieerder natuurbos.